# Château de Castagneto Po
Le Château de Castagneto Po ou Villa Cerianae (Castello di Castagneto Po en italien) est un palais de style néo-gothique, baroque et Renaissance du XVIIIe siècle, sur un domaine de plus de 100 hectares, à Castagneto Po (25 km au nord-est de Turin) dans le Piémont en Italie,,,,

## Historique
Le plus ancien document connu à ce jour, est un acte de donation de charité de 1019 du comte Otte-Guillaume de Bourgogne, fils du roi Aubert Ier d'Italie (marche d'Ivrée de la Maison d'Ivrée), de la moitié de la ville de Chivasso et du château (cum Castaneo ultra Padum), aux moines de l’abbaye de Fruttuaria de l'ordre de Cluny, du diocèse d'Ivrée.
En 1227 l'empereur du Saint-Empire romain germanique Frédéric II accorde le château avec Casalborgone et Chivasso à titre d'investiture, à son vassal le marquis Boniface II de Montferrat (histoire du duché de Montferrat). 
Au XIIIe siècle, la région passe sous contrôle de la Principauté d'Achaïe (fondée par le seigneur Guillaume Ier de Champlitte durant la Quatrième croisade). Chivasso est conquis en 1431 par le duché de Savoie. En 1620 le duc Charles-Emmanuel Ier de Savoie donne le fief à son puissant général et ministre des finances Giovanni Antonio Trabucco, comte de Castagnetto.
Du XVIe au XVIIe siècle ce château fait partie des châteaux de défense militaire stratégique de la région de Turin, qui subit de nombreuses invasions par les armées françaises, jusqu’à la destruction du château en 1705, durant la Guerre de Succession d'Espagne, par les troupes du maréchal de France Louis d'Aubusson, duc de La Feuillade. Entre 1740 et 1835 les comtes de Trabuco font reconstruire le château, par entre autres l'architecte italien Ernesto Melano. Il est acquis en 1859 par le comte Arturo Ceriana (qui lui donne son nom) qui enrichit le décor, puis par les comtes Fè d'Ostiani.
En 1952 il est acheté par le richissime industriel et compositeur Alberto Bruni Tedeschi (1915-1996, PDG héritier de la Cavi Elettrici e Affini Torino, plus importante famille d’industriel de Turin avec la famille Agnelli) pour environ 1,5 million dollars. Il restaure entièrement la villa et la propriété et y vit jusqu'en 1973, avec son épouse Marisa Borini, concertiste, et leurs trois enfants Virginio, Valeria Bruni Tedeschi, et Carla Bruni-Sarkozy, avant de s'expatrier à Paris, et d'y venir en séjours. Ils y reçoivent les plus célèbres talents artistiques de l'époque, dont Maria Callas, Luchino Visconti, Herbert von Karajan...
En 2009 la famille Bruni Tedeschi vend au enchère le domaine 17,5 millions d'€ au prince d'Arabie Saoudite Al-Walid ben Talal ben Abdelaziz Al Saoud, pour en faire un palace de luxe. Les riches collections de meubles, antiquités, peintures tapisseries, céramiques... d'Alberto Bruni Tedeschi, sont vendues aux enchères chez Sotheby's à Londres pour plus de 10 millions € au profit de la Fondation Virginio Bruni.

## Caractéristiques
- Superficie de 1 500 m2, avec 40 chambres, ascenseurs.
- Domaine forestier de plus de 100 hectares, avec parc de 70 hectares, jardin à l'italienne, arbres séculaires, jardin potager, vergers, serres, fermes, domaine agricole, vignoble, lacs...

## Palais de Castagneto Po au cinéma
- 2003 : Il est plus facile pour un chameau..., de Valeria Bruni Tedeschi, film d'inspiration autobiographique, avec Valeria Bruni Tedeschi et Marisa Borini dans leur propre rôle.